# Drepananthus havilandii
Drepananthus havilandii är en kirimojaväxtart som först beskrevs av Jacob Gijsbert Boerlage och som fick sitt nu gällande namn av Siddharthan Surveswaran och Richard M.K. Saunders.
Drepananthus havilandii ingår i släktet Drepananthus och familjen kirimojaväxter. Inga underarter finns listade i Catalogue of Life.